# Heron County Park

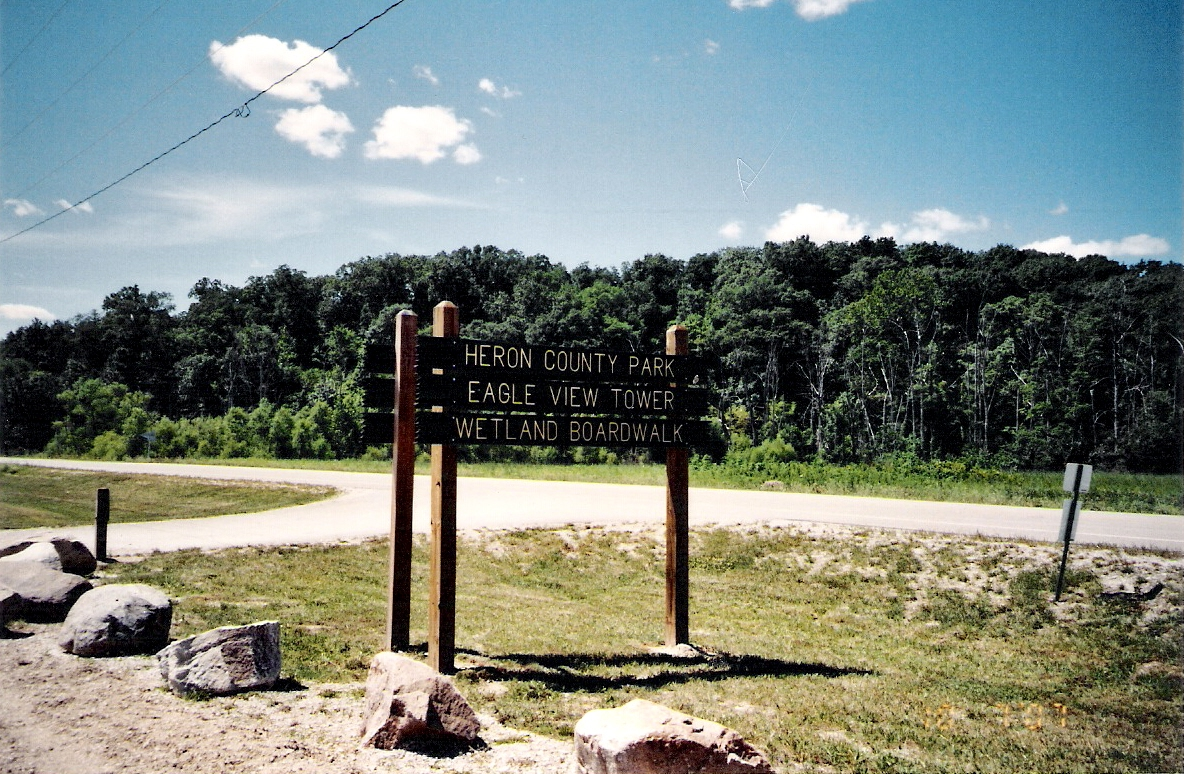
Der Eingang zum Heron County Park, am östlichen Teil der Anlage (2007)

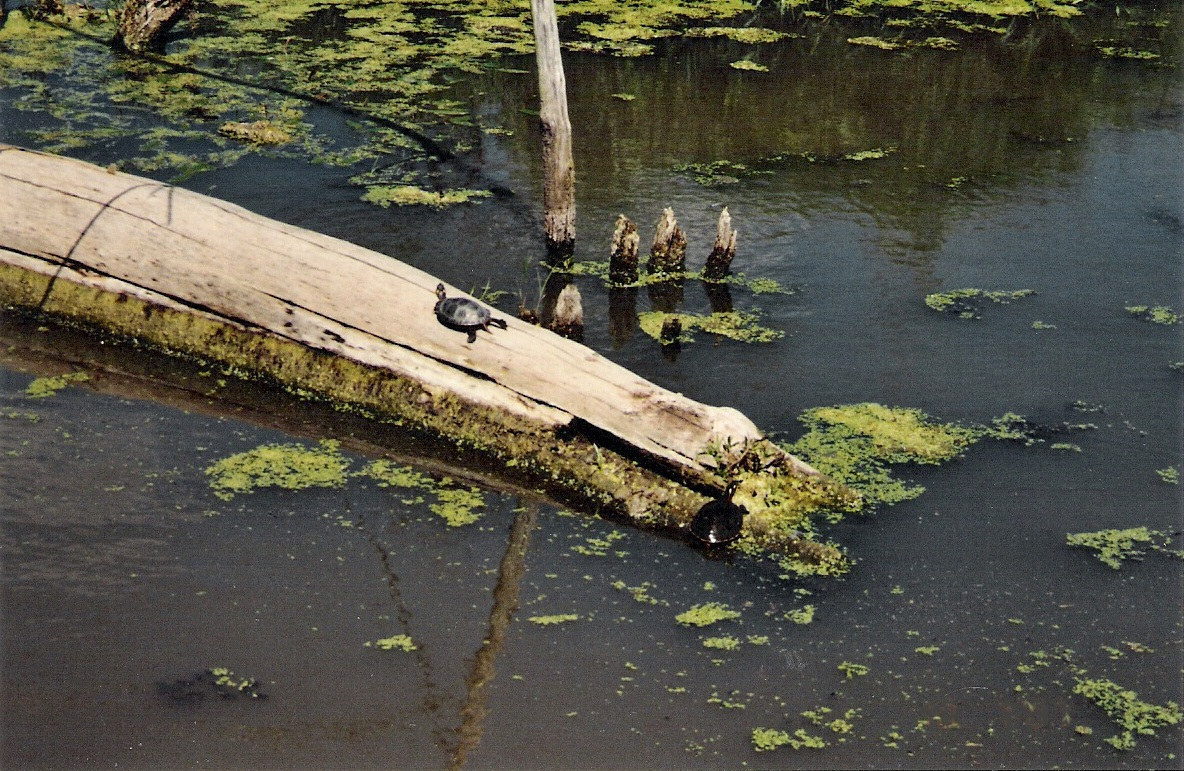
Schildkröten in direkter Nähe des Holzstegs (2007)

Der Heron County Park ist eine Parkanlage in einem Feuchtgebiet im Vermilion County. Er befindet sich direkt nördlich von Danville im US-Bundesstaat Illinois, unweit des Lake Vermilion. Ein fast 300 Meter langer Wandersteg, ermöglicht es Besuchern, die Flora und Fauna des Feuchtgebiets zu beobachten. Die Anlage des Parks wurde 2004 durchgeführt und wird vom Vermilion County Conservation District verwaltet.